# Bocciaforte
Bocciaforte ist eine in Italien betriebene Variante des Boccias. In manchen Gegenden sind auch die Namen "Bocetta su Strada", "Boccia su Strada" oder "Boccia alla Lunga" geläufig. Der Sport ähnelt dem norddeutschen Boßeln. 

## Verband und Vereine
Die verschiedenen Vereine haben sich 1998 zur ABIS, zur Associazione Bocetta su Strada zusammengeschlossen und sind wenig später auch der International Bowlplaying Association. Es gibt in Italien ca. 2500 bis 2600 Bocciatori, wobei der Frauenanteil verschwindend gering ist.

## Spielbetrieb
Der Ligen-Spielbetrieb findet in 3 Klassen a 12 Mannschaften, den sogenannten Categorias statt. Darunter gibt es auch noch unterklassige Ligen. Von größerer Bedeutung ist aber das jährliche Finale der Mannschaftsmeisterschaften.

## Spielgerät
Geworfen wird in Italien mit einer 500 gr schweren und 7–8 cm im Durchmesser messenden Eisenkugel.

## EM 2012
Die 14. Boßel-EM wird 2012 erstmals in Italien, in Pesaro, ausgetragen.